# Фредерик
Фредерик, або Фредерік (англ. Frederick) — чоловіче англійське ім'я. Є аналогом німецького Фрідріх.

## Відомі особи з таким іменем
- Фредерик Гоуленд Гопкінс — англійський біохімік.